# Federación Colombiana de Baloncesto
La Federación Colombiana de Baloncesto, también conocida por sus siglas FCB y FECOLCESTO, es el organismo que rige las competiciones de clubes de la LPBC y la  selección de baloncesto masculina y femenina de Colombia. Pertenece a la asociación continental FIBA Américas y al Comité Olímpico Colombiano. 
Su principal hecho histórico fue organizar el Campeonato Mundial de Baloncesto rama masculina 1982 y el Campeonato Mundial de Baloncesto rama femenina de 1975.

## Objetivos
- Contar con una liga profesional organizada y estructurada con 12 equipos capaces de generar sus propios recursos.
- Posicionar al baloncesto como el segundo deporte preferido de los colombianos y estar entre los tres Primeros en Sudamérica a nivel selecciones.
- Tener un mínimo de jugadores (a) que abarquen el 1% de la población colombiana.

## Estrategias
- Realizar actividades que le den visibilidad al deporte.
- Promocionar deportistas para que se conviertan en una inspiración para los jóvenes.
- Hacer del baloncesto una elección en entretenimiento para las familias colombianas.
- Contar con el apoyo comercial de compañías que escogen al baloncesto sobre otras plataformas de promociones.

## Torneos de clubes
| Torneo                               | Última edición | Campeón vigente      | Más campeonatos                                                                                              |
| ------------------------------------ | -------------- | -------------------- | --- |
| Liga Profesional de Baloncesto       | 2024-II        | Motilones del Norte  | Titanes de Barranquilla (9)                                                                                  |
| Liga Superior Femenina de Baloncesto | 2023           | Indeportes Antioquia | Atlantas de Barranquilla (1) Leonas INDER Medellín (1) Hormigas Inder Santander (1) Indeportes Antioquia (1) |

Actualizado al 10 de julio de 2025.